# 26 d'agost
El 26 d'agost és el dos-cents trenta-vuitè dia de l'any del calendari gregorià i el dos-cents trenta-novè en els anys de traspàs. Queden 127 dies per finalitzar l'any.

## Esdeveniments
Països Catalans
- 1875, la Seu d'Urgell: els carlins hi són derrotats; acaba així la Tercera Guerra Carlina.
- 1936, Quart de Poblet, Horta Oest: és assassinat el polític conservador valencià Juan Bautista Valldecabres Rodrigo.
- 1968, Prada de Conflent: hi comencen les Diades de Cultura (duraran fins al 31), que l'estiu següent esdevindran la Universitat Catalana d'Estiu.[1]

- 1988, Cadaqués: presentació de l'Orquestra de Cadaqués, sota la direcció d'Edmon Colomer, i amb la participació de Victòria dels Àngels.

Resta del món
- 1346: Batalla de Crécy, victòria decisiva d'Anglaterra sobre França en la Guerra dels Cent Anys.
- 1498: Michelangelo rep l'encàrrec de cisellar la Pietà.
- 1789: s'aprova la Declaració dels Drets de l'Home i del ciutadà per l'Assemblea Constituent a Versalles.
- 1800, Ferrol: fracassa un desembarcament britànic.[2]
- 1813, Dunino, Baixa Silèsia, Polònia: l'exèrcit aliat de la Sisena Coalició venç a les forces napoleòniques en la batalla de Katzbach durant les Guerres Napoleòniques.
- 1883, illa de Rakata, Indonèsia: el volcà Krakatoa sofreix una de les més grans explosions volcàniques conegudes; van desaparèixer volatilitzats dos terços de l'illa,).
- 1920, Washington DC (EUA): s'aprova la 19a esmena a la Constitució, per la qual les dones podran votar en qualsevol elecció dels EUA.
- 1930, Varsòvia, Polònia: es reforça la dictadura del Mariscal Józef Piłsudski
- 1978, Ciutat del Vaticà: Albino Luciani és elegit papa, i adopta el nom de Joan Pau I.

## Naixements
Països Catalans
- 1927 - Agullana: Maria Perxés Santomà, bibliotecària empordanesa (m. 2015).[3]
- 1957 - 
  - Cerdanyola del Vallès, Vallès Occidental: Antoni Morral i Berenguer, polític català.
  - Igualada: Lloll Bertran, actriu i cantant catalana.[4]
- 1956 - Torelló, Osona: Ramon Fontserè, actor de cinema, teatre i televisió català.
- 1978 - Barcelona: Eva Baltasar i Sardà, poeta i novel·lista catalana.[5]

Resta del món
- 1695 - Estrasburg: Marie-Anne-Catherine Quinault, actriu francesa del teatre barroc i compositora.[6]
- 1743 - París, Regne de França: Antoine Lavoisier, químic francès, considerat el creador de la química moderna (m. 1794).
- 1880 - Roma, Regne d'Itàlia: Guillaume Apollinaire, poeta surrealista francès.
- 1881 - Cobourg, Ontario (Canadà)ː Alice Wilson, primera geòloga canadenca i paleontòloga (m. 1964).[7]
- 1882 - 
  - Hamburg: James Franck, físic i químic alemany, Premi Nobel de Física de 1925 (m. 1964).[8]
  - Pimpama, Queensland: Vida Lahey, destacada artista professional australiana (m.1968).[9]
- 1898 - Nova York: Peggy Guggenheim, mecenes nord-americana (m. 1979).[10]
- 1910 - Skopje, Macedònia del Nord, llavors Imperi Otomà: Mare Teresa de Calcuta, religiosa catòlica i Premi Nobel de la Pau de 1979 (m. 1997).[11]
- 1914 - Brussel·les, Bèlgica: Julio Cortázar, escriptor i traductor argentí (m. 1984).
- 1920 - Spilimbergo, Friül-Venècia Júlia: Novella Cantarutti, escriptora en llengua furlana (m. 2009).[12]
- 1921 - Tulsa, Oklahoma: Naomi Parker, obrera nord-americana que va servir de model del cèlebre cartell We Can Do It! (m. 2018).[13]
- 1935 - Newburgh (Nova York): Geraldine Ferraro, política estatunidenca, primera dona a optar a la vicepresidència (m. 2011).[14]
- 1946 - Acs, Sabartès, Occitània, França: Andreu Claret i Serra, periodista i escriptor català.
- 1956 - Londres: Sally Beamish, compositora britànica i violista.[15]
- 1960 - Andorra la Vella: Roser Suñé Pascuet, mestra, filòloga i política andorrana, Síndica General d'Andorra.[16]
- 1964 - Sliema, Malta: Daphne Caruana Galizia, periodista i blogger maltesa assassinada (m. 2017).[17]
- 1967 - Belgrad, Iugoslàvia: Aleksandar Đorđević, exbasquetbolista i actualment entrenador serbi.
- 1970 - Plainfield, Illinois, Estats Units: Melissa McCarthy, actriu de cinema i televisió estatunidenca.
- 1976 - Irun, País Basc: Amaia Montero, vocalista i compositora de música pop en castellà.
- 1980 - Nova York, Estats Units: Macaulay Culkin, actor estatunidenc.
- 1980 - Califòrnia, Estats Units: Chris Pine, actor estatunidenc.
- 1989 - Los Angeles, Califòrnia, Estats Units: James Harden, jugador de bàsquet estatunidenc.

## Necrològiques
Països Catalans
- 1886 - Olot: Joaquim Masmitjà i de Puig, servent de Déu.
- 1976 - Barcelona: Ramon Fuster i Rabés, intel·lectual i pedagog català (n. 1916).[18]
- 1985 - Benicàssim (la Plana Alta): Leopold Querol i Roso, pianista valencià (n. 1899).
- 1986 - Barcelona: Rosa Torras i Buxeda, tennista catalana, primera tennista olímpica espanyola (n. 1895).[19]
- 2010 - Tavertet: Raimon Panikkar i Alemany, filòsof i teòleg català (n. 1918).
- 2002 - Vinaròs: Miquel Querol i Gavaldà, musicòleg i compositor (n. 1912).

Resta del món
- 1666 - Harlem, Països Baixos: Frans Hals, pintor neerlandès (n. 1583).
- 1723 - Delft, Països Baixos: Antonie van Leeuwenhoek, comerciant, topògraf, vidrier i microbiòleg holandès conegut com a pare de la microbiologia i inventor del microscopi (n. 1632).
- 1850 - Claremont House, Surrey, Anglaterra: Lluís Felip I de França, rei de França del 1830 al 1849.
- 1874 - Fontenoy-le-Château: Julie-Victoire Daubié, periodista i primera dona francesa a obtenir el batxillerat (n. 1824).[20]
- 1927 - Buenos Aires: Manuel Jovés i Torres, pianista i compositor, director de l'Orfeó Manresà (n. 1886).
- 1930 - Los Angeles, Califòrnia, EUA: Lon Chaney, actor de cinema estatunidenc.
- 1933 - Karinskoie, Rússia: Sofia Parnok, poeta i traductora russa, anomenada la Safo de Rússia (m. 1933).[21]
- 1946 - Los Ángeles, Califòrnia: Jeanie MacPherson, actriu i després guionista estatunidenca (n. 1887).[22]
- 1958 - Londres, Anglaterra: Ralph Vaughan Williams, compositor angès (n. 1872).[23]
- 1967 - Storrington, West Sussex: Helen Gwynne-Vaughan, botànica i micòloga britànica (n. 1879).[24]
- 1969 - Khartum (Sudan): Ismail al-Azhari “Sayyid” (en àrab إسماعيل الأزهري, Ismāʿīl al-Azharī), home d'estat sudanès, primer ministre (1954-1956) i president del país (1964-1969) (n. 1900).[25]
- 1974:
  - Maui, Hawaii (EUA): Charles Lindbergh, aviador i enginyer estatunidenc i el primer pilot a creuar l'oceà Atlàntic en un vol sense escales en solitari (n. 1902).
  - Villiers-le-Bel, França: Madeleine Bunoust, pintora francesa (n. 1885).[26]
- 1976 - Santa Bàrbara, Califòrnia: Lotte Lehmann, soprano alemanya-estatunidenca (n.1888).[27]
- 1980 - Blackpoolː Lucy Morton, nedadora anglesa, medallista olímpica als Jocs de Paris de 1924 (n. 1898).[28]
- 1996 - Filipstad: Sven Stolpe, intel·lectual suec (n. 1905).
- 1998 - Orange, Califòrnia (EUA): Frederick Reines, físic estatunidenc, Premi Nobel de Física de l'any 1995 (n. 1918).[29]
- 2017 - Sherman Oaks, Califòrnia, Estats Units: Tobe Hooper fou un director de cinema estatunidenc (n. 1943).
- 2018 - Stuttgart: Inge Borkh, soprano alemanya, de carrera centreeuropea (n. 1921).[30]
- 2020 - Westlake Village, Califòrnia, Estats Units: Joe Ruby, animador, editor, escriptor i productor de televisió estatunidenc, co-creador de la sèrie de dibuixos animats Scooby-Doo (n. 1933).
- 2023 - Londrina: Geraldo Majella Agnelo, cardenal i arquebisbe catòlic brasiler (n. 1923)

## Festes i commemoracions
- Santoral:
  - Sant Melquisedec, rei i sacerdot;
  - Sant Adrià de Nicomèdia (fill de Probe), màrtir;
  - Sant Alexandre de Bergamo, màrtir;
  - Sant Valeri de Coserans, bisbe;
  - Sant Mercurial d'Osca, màrtir;
  - Sant Víctor de Cerezo màrtir; Geronci d'Itàlica, bisbe i màrtir (a Sevilla);
  - Santa Teresa Jornet i Ibars, fundadora de les Germanetes dels Ancians Desemparats;
  - beat Fèlix Vivet i Trabal, màrtir; servent de Déu
  - Sant Joaquim Masmitjà i de Puig, prevere fundador de les Missioneres del Cor de Maria;
  - Sants Barlaam i Josafat (a l'Església ortodoxa; a la catòlica és el 27 de novembre);
  - Santa Irene d'Hongria, emperadriu (a l'Església Ortodoxa).

Als EUA, Dia de la Igualtat de les Dones, commemorant l'aprovació de la 19a esmena de la Constitució en 1920, que concedia el vot a les dones.